# IKCO Dena
IKCO Dena — семейный автомобиль, выпускаемый с 2015 года иранским автопроизводителем Iran Khodro. Построен на базе модели Iran Khodro Samand, созданной на платформе Peugeot 405, хотя на 50 мм больше в длину. Модель была представлена в апреле 2011 года, но массовое производство началось только в 2015 году. 
На выбор предлагается два бензиновых двигателя: EF7 - рядный четырёхцилиндровый двигатель объёмом 1,6 литра мощностью 113 лошадиных сил, или с турбированном вариантом EF7 TC мощностью 150 л.с. Коробка передач — 5- или 6-ступенчатая механическая или 6-ступенчатый автомат
Боковые подушки безопасности будут дополнительными, а передние подушки безопасности входят в базовый комплект поставки. ABS также входит в стандартную комплектацию всех моделей.

## Дизайн и разработка
Проект по созданию автомобиля стартовал в марте 2010 года и в апреле 2011 года Dena была представлена впервые, что по данным IKCO считается рекордным сроком производства автомобилей. Изначально планировалось, что автомобиль выйдет на иранские рынки в апреле 2012 года. 
Dena построена на платформе Iran Khodro Samand, в ширину оба автомобиля одинаковые, а в длину Dena на 50 миллиметров больше. 
К 2015 году началось массовое производство Dena: за первые семь месяцев 2015 года (до июля 2015 года) было произведено 8 437 единиц. Кроме того, за первые семь месяцев 2015 года было произведено 30 472 единицы старшей модели Samand и 7 332 единиц меньшего Runna. В 2017 году представлена версия Dena Plus с боковыми дизайнерскими линиями и изменёнными стёклами задних дверей.
В 2023 году IKCO представила версию Dena Javanan, являющуюся модификацией Dena Plus Turbo и ориентированную на молодёжь. В Dena Javanan используется новый двигатель, разработанный IKCO, известный как EF7P (163 л.с., 240 Нм). Он также предлагается с новыми функциями, такими как система бесключевого доступа, система старт-стоп, электрохромное зеркало, электронная система контроля устойчивости, система контроля давления в шинах.

## Модель на мировом рынке
В России модель была показана на Московском автосалоне в 2016 году, была сертифицирована, но на российский рынок не поставлялась.
С 2018 года под названием Khazar SD (Dena) и Khazar LD (Dena+) модель собирается на предприятии «Азермаш» в Азербайджане, за 2018 год на «Азермаш» было собрано более 1 тыс. автомобилей марки «Khazar», из которых 95% было продано, стоимость автомобиля LD составляет 18 тыс. манатов ($10.6 тыс.), «Khazar» SD – 16 тыс. манатов ($9.4 тыс.). Летом 2018 года модели были показаны на Московском автосалоне, который стал первым автосалоном марки  Khazar.
В сентябре 2022 года первая партия машин была экспортирована в Армению.

## Галерея

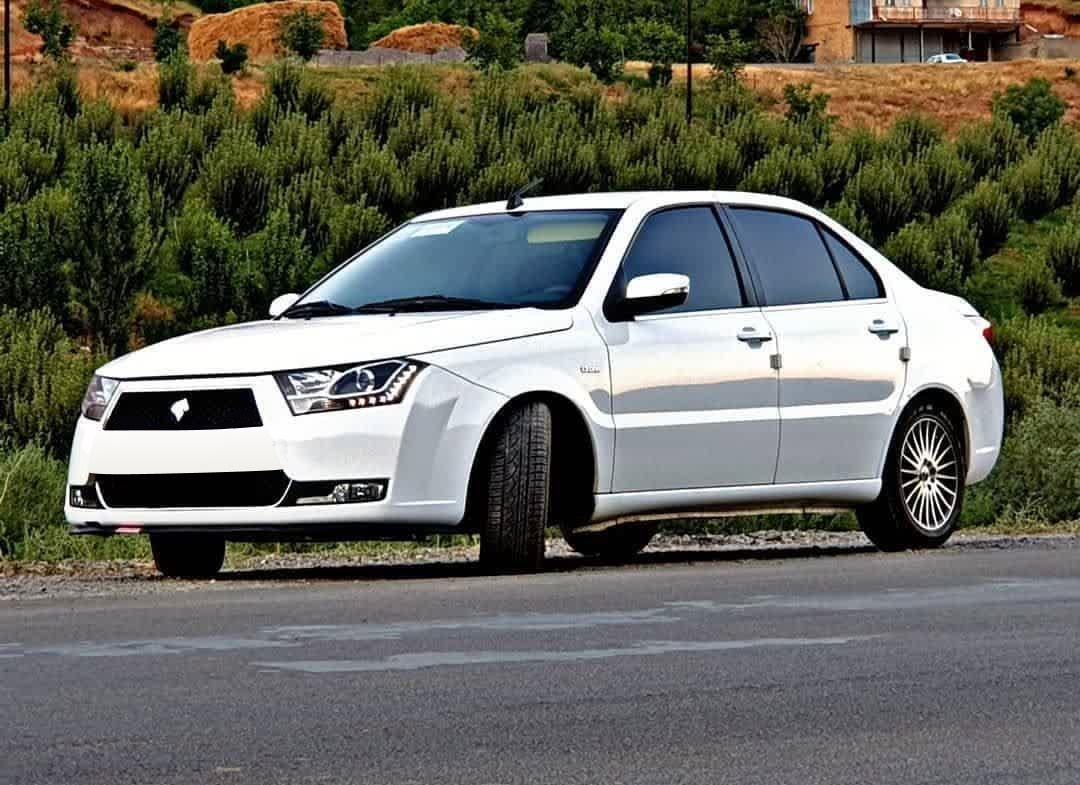
IKCO Dena
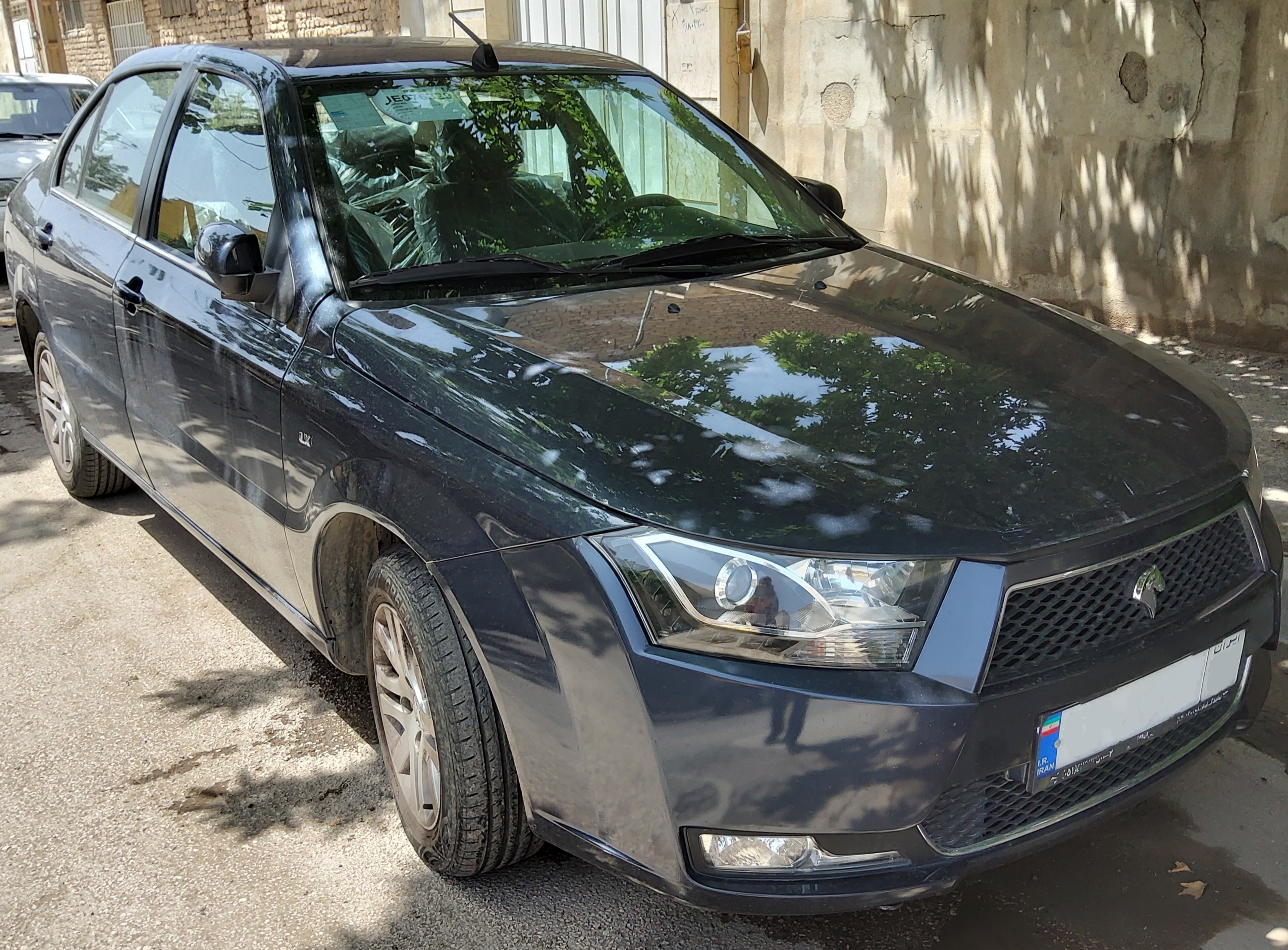
IKCO Dena
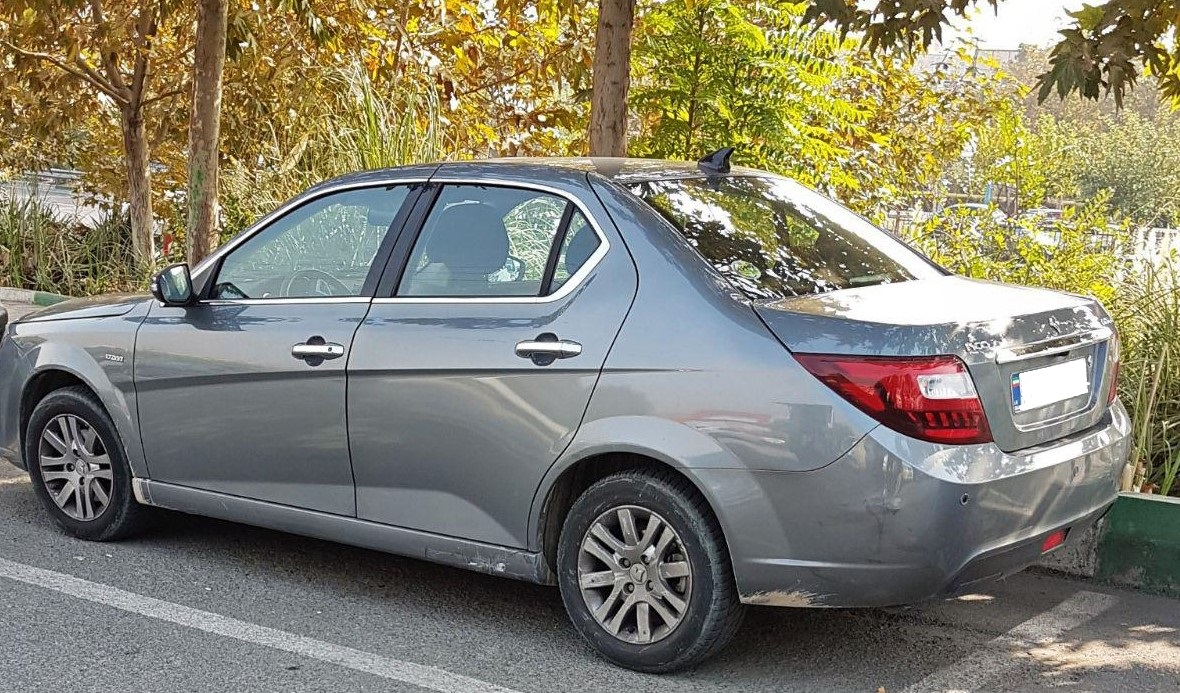
IKCO Dena Plus
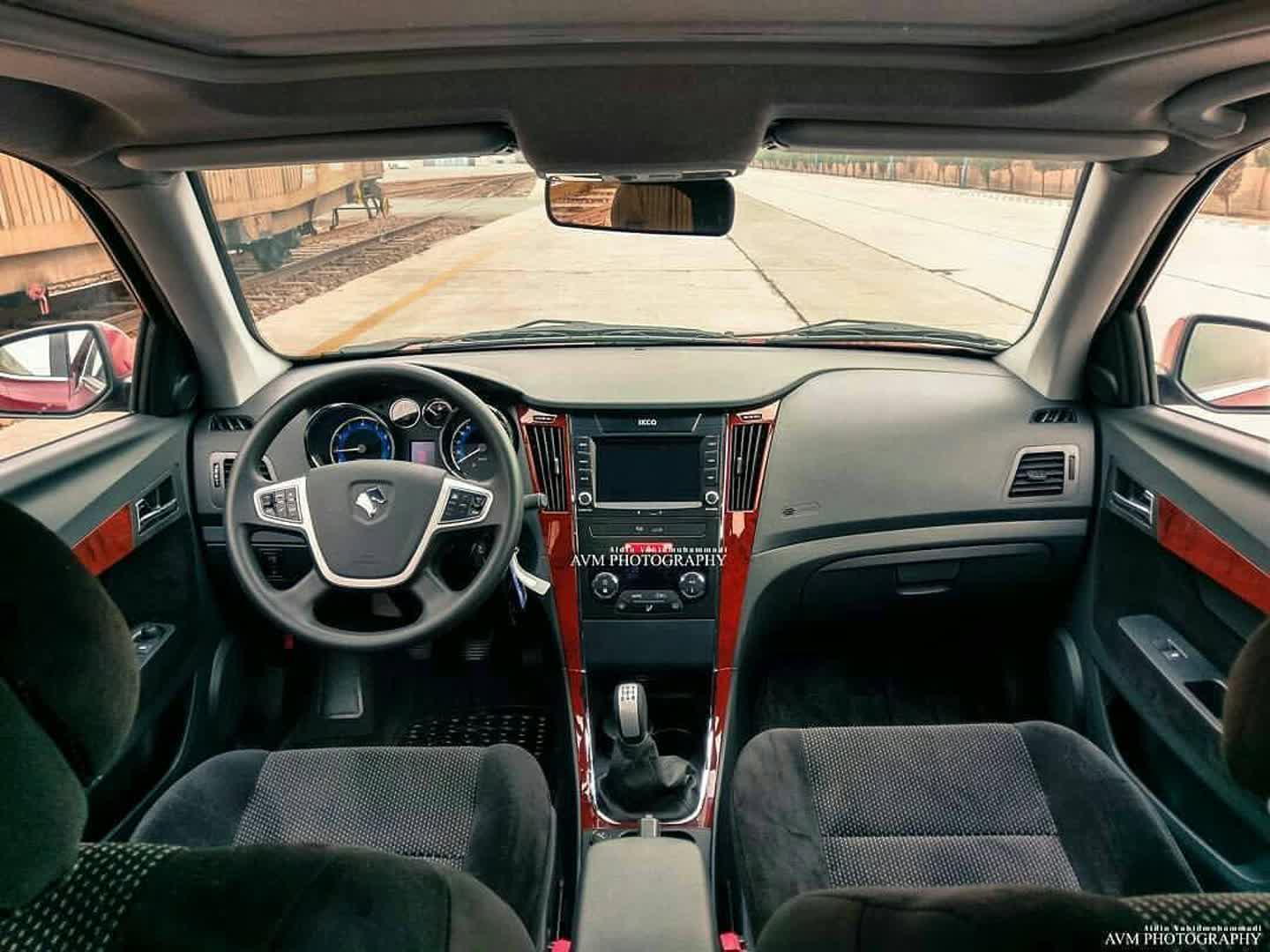
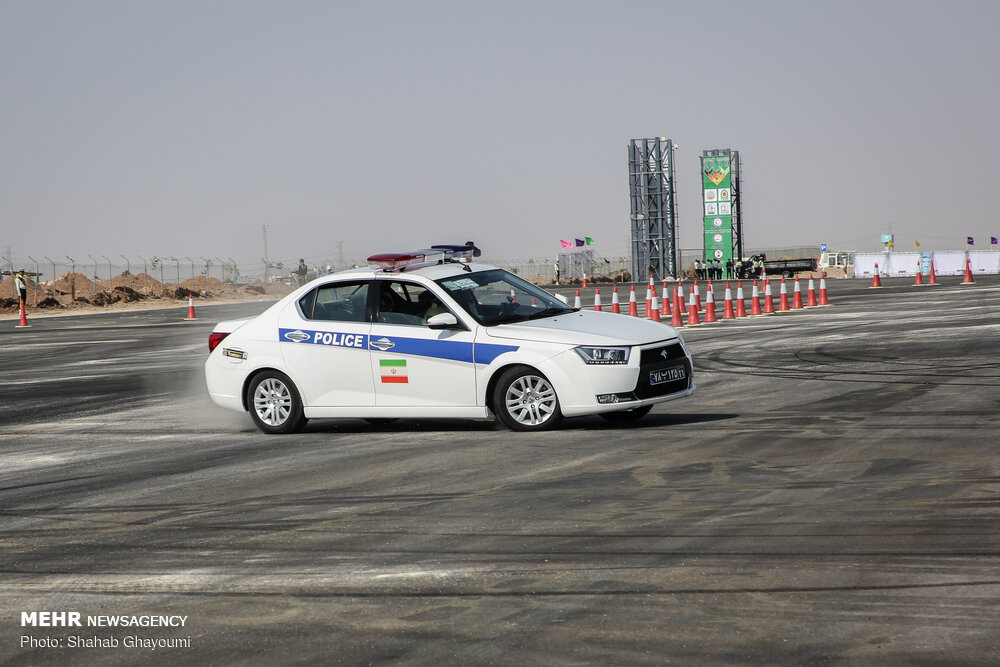